# Український музей (Нью-Йорк)
Украї́нський музе́й, заснований у 1976 році Союзом Українок Америки (СУА) в Нью-Йорку, США на базі колекції народного мистецтва, придбаної управою СУА 1933 від кооперативу «Українське Народне Мистецтво» у Львові.

## Будівля музею
Третього квітня 2005 року Український Музей відкрив для відвідин нову музейну будівлю на 6-й вулиці в Нью-Йорку. Музей має Верхні галереї для експозиції, сучасний клімат-контроль в приміщеннях галерей, нові фондосховища, приміщення для проведення майстер-класів, науково-технічну бібліотеку, Залу конференцій, музейну крамничку. У вестибюлі можна оглянути скульптури Олександра Архипенка.
Відвідувачів попереджають, що музей не має власного парко́вання.

### Етнографічна колекція
Основу етнографічної колекції становлять
- тканини,
- зразки вишивки різних районів України,
- килими,
- народний одяг, в тому числі весільне вбрання,
- різьба на дереві,
- кераміка,
- металеві вироби (мідні та срібні ювелірні вироби),
- писанки.

Музей влаштовує етнографічні виставки, курси створення писанок.

### Мистецька колекція
Особливе місце посіла мистецька колекція, яку складають твори професійних митців-українців, що працювали в Україні, а також тих, хто вимушено емігрував до Західної Європи та різні країни Америки. Це малюнки, твори різних видів образотворчого мистецтва — гравюри, живопис, скульптура. Саме сюди передали більшість творів Василя Кричевського, що емігрував та мешкав у Венесуелі, українського скульптора зі США Михайла Черешньовського тощо.
Це різні за тематикою, жанрами та стилями твори — ідилічні сільські «Діти з сопілками» (худ. Іван Іжакевич), драматичні «Емігранти в тимчасовому притулку» (худ. Яків Гніздовський), «Молитва єзуїта» (скульптура Григорія Крука), пейзаж «Татарський будиночок в Алушті» (худ. Василь Кричевський) тощо.

### Майстри в мистецькій збірці Українського музею
- Олександр Архипенко(1887—1964)
- Василь Кричевський (1873—1952)
- Микола Бервінчак (1903—1978)
- Олекса Грищенко (1883—1977)
- Лев Ґец (1896—1971)
- Едуард Козак (1902—1992)
- Михайло Андрієнко-Нечитайло (1894—1982)
- Петро Холодний-молодший (1902—1990)
- Крук Григорій (1911—1988)
- Іван Іжакевич (1864—1962)
- Олекса Новаківський (1872—1935)
- Яків Гніздовський (1915—1985)
- Михайло Мороз (1904—1992)
- Ярослав (Славко) Крушельницький (1916—1973)
- Будник Андрій Вікторович (н. 1964)
- Михайло Черешньовський (1911—1994) та інші.

### Архів Українського музею
До музейного архіву передані важливі документи та речі стосовно останніх 100 років української еміграції до Сполучених Штатів. Серед них — особисті архіви українських родин, старі світли́ни, антикварні видання, плакати, монети та поштові марки, документи, що стосуються культурного, мистецького, суспільного життя українців.

### Виставки Українського музею
В Українському Музеї відбуваються виставки образотворчого мистецтва, дитячої творчості; він видає фотокартки і брошури з окремих колекцій, збирає матеріали з історії української еміграції. В музеї відбуваються лекції та концерти.
3 жовтня 2020 року, в день 44-ї річниці відкриття Українського музею, був організований віртуальний концерт для збору коштів на підтримку нових проєктів та виставок в музеї, який вели Ксенія Ференцевич та Джордж Граб. У концерт взяли участь класичний піаніст Володимир Винницький і віолончелістка Наталія Хома [Архівовано 9 травня 2021 у Wayback Machine.], співачка (сопрано), бандуристка Тереня Кузьма, оперний і камерний співак, баритон Павло Гунька, піаніст Павло Гінтов, гітарист Джордж Граб, джазовий піаніст Юхим Чупахин [Архівовано 18 липня 2019 у Wayback Machine.].
Український музей діє як корпорація (голова Богдан Цимбалістий); директор Марія Шуст, кустос Оксана Грабович.

### Кінофестиваль Українського музею
В Українському музеї з 2008 року щорічно відбуваються фестивальні покази кінофільмів з різних країн (Ukrainian Museum Film Festival).